# Angel song -イヴの鐘-
「angel song -イヴの鐘-」（エンジェルソング イブのかね）は、2000年11月15日に発売されたthe brilliant greenの11枚目のシングル。発売元はデフスターレコーズ。このシングル以降、2008年2月20日発売のベストアルバム「complete single collection '97-'08」まで、発売元はデフスターレコーズとなる。

## 収録曲
1. angel song -イヴの鐘-
（作詞:川瀬智子 作曲:奥田俊作 編曲:the brilliant green）
  - TBS系列ドラマ『真夏のメリークリスマス』主題歌
2. 黒い翼
（作詞:川瀬智子 作曲:奥田俊作 編曲:the brilliant green）
3. 白い雪とシャンパンとX'mas SONG
（作詞:川瀬智子 作曲:奥田俊作 編曲:the brilliant green）
4. angel song -イヴの鐘- (Backing Track)

## 収録アルバム
- Los Angeles（#1,2）
- complete single collection '97-'08 (#1)

## カバー
- 美吉田月（2008年、アルバム『LOVE GIFT〜pure flavor extra〜』に収録）